# Thonis

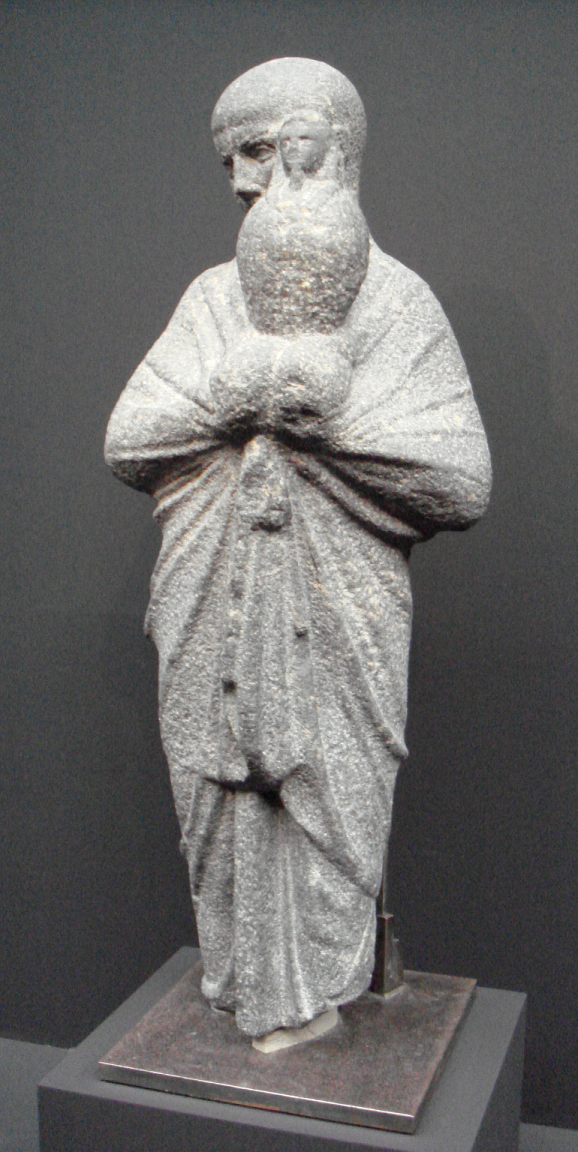
Standbeeld van een priester van Osiris

Thonis (Grieks: Herakleion) was een havenstad in het Oude Egypte waar tussen de 7e eeuw en de 4e eeuw v.Chr. handel werd gedreven met de Griekse wereld. De stad verdween onder zee en werd in 2000 herontdekt in de Baai van Aboukir.

## Geschiedenis
In de 7e eeuw v.Chr. stond de Egyptische farao Grieken toe om hier handel te drijven. De plaats lag op de westelijke oever van een bevaarbare rivierarm in de Nijldelta op enkele kilometers van de stad Canopus. Deze plaats bevond zich vlak bij de monding in de Middellandse Zee en bestond uit verschillende eilanden gescheiden door natuurlijke kanalen. De plaats lag beschut en vormde een goede ankerplaats.
Er vestigden zich Grieken en Egyptenaren en Thonis werd in de 5e en 4e eeuw v. Chr. de voornaamste handelshaven met de Griekse wereld. Hier werd tol geheven op de ingevoerde goederen en werden de goederen verder vervoerd naar de stad Naucratis, 77 km stroomopwaarts op dezelfde Canopische Nijlarm. Goederen voor de export werden naar Thonis aangevoerd. Ook was er een waterverbinding via een meer en een kanaal naar Canopus. De stad had ook een scheepswerf waar handelsschepen van het type baris werden gemaakt.
De stad was ongeveer 4 km² groot en had een grote tempel gewijd aan de Egyptische god Amon (hier Amon-Gereb genoemd) die 175 meter lang was. Maar de Grieken kregen ook het recht om eigen tempels voor hun goden op te richten. Zo was er een heiligdom gewijd aan Aphrodite. Ter verdediging van de stad en de haven was er een garnizoen gelegerd.
Na de stichting van Alexandrië door Alexander de Grote in 330 v.Chr. verloor Thonis-Herakleion sterk aan belang als havenstad. In de 2e eeuw v.Chr. onder Ptolemaeus VIII werd de stad getroffen door een zware aardbeving gevolgd door een vloedgolf. Bovendien was er sprake van verweking van de bodem. De stad werd verlaten en enkel een kleine bevolking bleef achter. Een vroegere tempel werd omgebouwd tot een christelijk heiligdom. Maar tegen de 8e eeuw was de stad volledig opgeslokt door de zee.

## Herontdekking
Al in 1933 werden door een Britse piloot zwarte vlekken onder water waargenomen in de Baai van Aboukir. Onder leiding van Omar Toussoun werden daarna door duikers objecten opgehaald. De systematische opgraving onder water begon pas in 2000 door de Franse onderwaterarcheoloog Franck Goddio. De site bevindt zich zeven meter onder water en is bedekt met een kleilaag van een meter dik.
Thonis was bekend uit de geschriften van Strabo en Diodoros van Sicilië. Herodotus noemde Herakleion als plaats waar Herakles voet aan wal zette in Egypte. Hij bezocht ook de stad in de 5e eeuw v.Chr. Maar historici meenden dat het ging om twee verschillende steden. De Franse egyptoloog Jean Yoyotte poneerde in 1951 de stelling dat Thonis en Herakleion een en dezelfde stad waren. Dit werd bevestigd na de ontdekking van de stad in 2000 door archeoloog Franck Goddio. Een tekst op een stèle opgericht in de stad door farao Nectanebo I in de 4e eeuw v.Chr. bevestigde dat Thonis en Herakleion een en dezelfde stad waren.
Anno 2023 werd nog maar 3% van de site opgegraven. Er werden al acht heiligdommen gevonden en meer dan 22.000 voorwerpen bovengehaald waaronder ankers, munten, gouden sieraden en veel aardewerk. Er werden meer dan levensgrote standbeelden gevonden van een Ptolomaeische farao en een koningin en een 5,9 meter hoog standbeeld van de god Hapy. Deze vondsten worden bewaard in het Maritiem Museum van Alexandrië.